# 三蟠村
三蟠村（さんばんそん）は、岡山県上道郡にあった村。現在の岡山市中区の一部にあたる。

## 地理
旭川下流左岸の沖積地に位置していた。
- 海洋：児島湾

## 歴史
- 1889年（明治22年）6月1日、町村制の施行により、上道郡江崎村、江並村、藤崎村が合併して村制施行し、三蟠村が発足[1][2]。旧村名を継承した江崎、江並、藤崎の3大字を編成[2]。
- 1952年（昭和27年）4月1日、岡山市に編入され廃止[1][2]。

## 村長
- 吉岡三平（1889年 - 1897年）

## 産業
- 農業[3]

## 交通

### 鉄道
- 三蟠鉄道
  - 宮道駅 - 浜中駅 - 三蟠駅

1915年8月11日開業、1931年6月28日廃止。